# RY Tauri
RY Tauri eller HD 283571, är en ensam stjärna belägen i den norra delen av stjärnbilden Oxen. Den har en högsta skenbar magnitud av ca 9,5 och kräver ett teleskop för att kunna observeras. Baserat på parallax enligt Gaia Data Release 3 på ca 7,23 mas, beräknas den befinna sig på ett avstånd på ca 450 ljusår (138 parsek) från solen. Den rör sig bort från solen med en heliocentrisk radialhastighet på ca 24 km/s.

## Observation
Det fanns en misstänkt följeslagare, 2MASS J04215810+2826300, till RY Tauri, ett objekt med skenbar magnitud 14,81, som upptäcktes 2008 med en projicerad separation av 1500 AE. Gaia-data visade dock att den är en bakgrundsstjärna som inte är relaterad till RY Tauri.

## Egenskaper
RY Tauri är en gul till vit stjärna före huvudserien av spektralklass F8 Ve - K1 Ve. Den har en massa som är lika med ca 2,0 solmassor, en radie som är ca 3,2 solradier och utsänder energi från dess fotosfär motsvarande ca 12 gånger solen vid en effektiv temperatur av ca 5 900 K.
RY Tauri är en ung T Tauri-stjärna, men är mer massiv än typiska T Tauri-stjärnor och kan vara en mellanting mellan denna klass och typen Herbig-Ae/Be-stjärna.

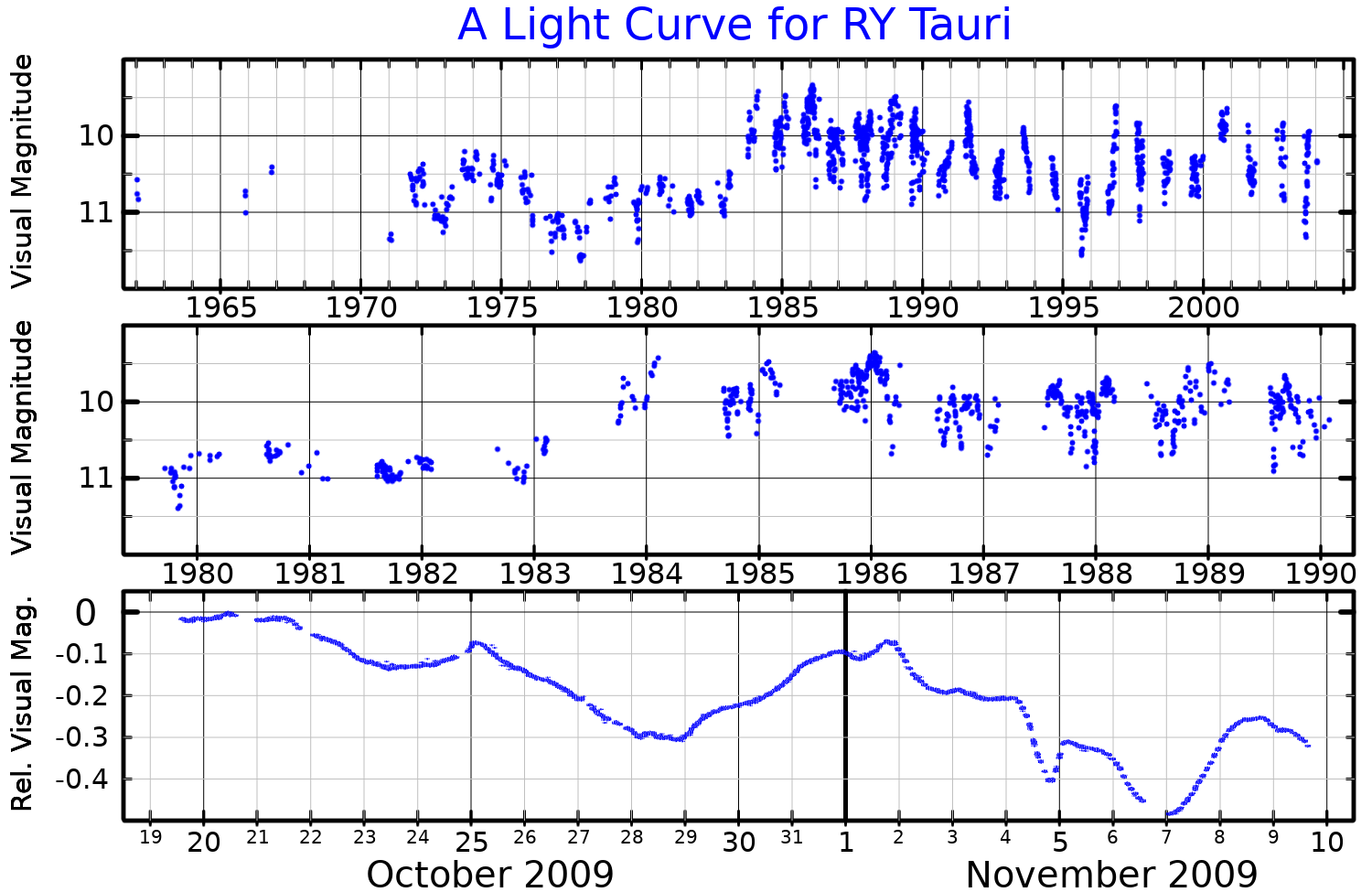
Ljuskurva för RY Tauri, som visar variabiliteten i tre olika tidskalor, plottad från Ismailov och Adygezalzade (2012), Ismailov et al. (2011) och Siwak et al. (2011).

RY Tauri varierar i ljusstyrka. Den är en mycket (med 1,5 magnituder) försvagad Orion-variabel, som har fluktuationer i ljusstyrkan när stjärnan lyser igenom inhomogeniteterna i den inre delen av den protoplanetära skivan. Det producerar också oregelbundna ljusare händelser med en varaktighet på ungefär en månad och amplitud av en magnitud. Ljuskurvan för RY Tauri varierar med 2-3 magnituder under ett decennium och med ungefär en magnitud över ett år. Stjärnan blev gradvis ljusare under 1900-talet, vilket möjligen förändrade variabilitetsmekanismen i processen.

## Planetsystem
Stjärnan är omgiven av en protoplanetär skiva som upptäcktes 2006. Skivan har en massa av 0,3 solmassa och består mestadels av gas. Förekomsten av en protoplanetarär skiva är omtvistad då signalen också kan tillskrivas födelsehöljet som delvis störs av den unga stjärnan. Även polära jetstrålar har upptäckts, som innehåller mätbara mängder av syre och svavel. En exoplanet av typ superjupiter på en omloppsbana på 0,2 AE misstänks sedan 2021.
| Planet                           | Massa | Halv storaxel (AE) | Siderisk omloppstid (d) | Excentricitet | Inklination | Radie |
| -------------------------------- | ----- | ------------------ | ----------------------- | ------------- | ----------- | ----- |
| protoplanetär skiva (ifrågasatt) |       | 0,21 - 80 AE       |                         |               | 65°         | -     |